# Gare de Territet
La gare de Territet est une gare ferroviaire située sur le territoire de la localité de Territet, appartenant à la commune suisse de Montreux, dans le canton de Vaud.

## Situation ferroviaire
Établie à 386,2 mètres d'altitude, la gare de Territet est située au point kilométrique 26,02 de la ligne du Simplon, entre les gares de Montreux (en direction de Lausanne) et de Veytaux-Chillon (en direction de Brigue).
Elle dispose de deux voies encadrées par deux quais, permettant ainsi l'arrêt des trains de voyageurs dans chaque sens.

## Histoire
La gare de Territet a été inaugurée en 1861 avec la mise en service du tronçon Lausanne - Villeneuve de la ligne du Simplon.

## Service des voyageurs

### Accueil
Gare des CFF, elle est dotée d'un bâtiment sur chaque quai doté d'un distributeur automatique de titres de transport et permettant d'abriter les usagers attendant leur train. La gare n'est pas accessible aux personnes à mobilité réduite.

### Desserte
La gare fait partie du réseau express régional vaudois, assurant des liaisons rapides à fréquence élevée dans l'ensemble du canton de Vaud. Territet est desservie par la ligne R4 qui relie Vallorbe et/ou Le Brassus à Bex, voire Saint-Maurice.

### Intermodalité
La gare de Territet est en correspondance directe avec la ligne de trolleybus 201 exploitée par les VMCV à l'arrêt Territet, gare, avec le funiculaire Territet – Glion à la station Territet (funi) et avec les bateaux de la Compagnie générale de navigation sur le lac Léman effectuant des croisières en boucle entre Vevey, Montreux, Villeneuve, le Bouveret et Saint-Gingolph au niveau de l'arrêt Territet (lac).